# Робредо, Томми
То́мми Робре́до Гарсе́с (исп. Tommy Robredo Garcés; род. 1 мая 1982 года в Остальрике, Испания) — испанский профессиональный теннисист; победитель 17 турниров ATP (12 — в одиночном разряде); бывшая пятая ракетка мира в одиночном рейтинге; трёхкратный обладатель Кубка Дэвиса (2004, 2008, 2009) и двукратный обладатель Кубка Хопмана (2002, 2010) в составе национальной сборной Испании; четырёхкратный полуфиналист турниров Большого шлема (трижды — в парном разряде, один раз — в миксте); победитель двух юниорских турниров Большого шлема в парном разряде (Открытый чемпионат Австралии, Открытый чемпионат Франции-2000); двукратный обладатель Кубка Хопмана (2002, 2010).

## Общая информация
Родителей Томми зовут Долорес и Анхель, оба — теннисные тренеры. Робредо-старший — большой поклонник группы The Who, своего сына от назвал в честь одноимённой рок-оперы этого музыкального коллектива.
Томми в теннисе с 5 лет, любимое покрытие — грунт, лучший удар — форхенд.
Робредо владеет английским, испанским, каталанским и французским языками. В свободное время испанец увлекается гольфом, ездой на горном велосипеде, катанием на квадроцикле или прогулками у моря. Испанец является болельщиком футбольного клуба «Барселона» и поклонником американского телесериала «24».
16 ноября 2019 года Томми женился на своей подруге Патрисии Берге Алсамора после шести лет отношений. 13 марта 2021 года у пары родилась дочь, которую назвали Алексия.
Стиль игры
Робредо никогда не отличался ярким стилем игры, ничем не выделяясь среди своих соотечественников, предпочитающих игру на задней линии. Томми отлично двигается, бегает на задней линии, сильно бьет справа, слева похуже, хорошо подает. Но главные козыри в игре испанца — упорство, трудолюбие, сумасшедшая работоспособность, физическая выносливость. Так в 2013 году Робредо на Ролан Гаррос по пути в четвертьфинал стал первым с 1927 года игроком (и первым игроком в истории профессионального тенниса (Открытой эре) с 1968 года), кому удалось в трёх матчах подряд отыграться со счёта 0-2 по сетам. Испанец, посеянный на турнире под 32-м номером, сначала взял верх над голландцем Игорем Сейслингом — 6-7(2), 4-6, 6-3, 6-1, 6-1, потом одолел француза Гаэля Монфиса — 2-6, 6-7(5), 6-2, 7-6(3), 6-2, а затем соотечественника Николаса Альмагро — 6-7(5), 3-6, 6-4, 6-4, 6-4. И только в четвертьфинале уставший Робредо уступил своему соотечественнику Давиду Ферреру — 2-6, 1-6, 1-6.
Интересные факты
- На определённом этапе своей карьеры носил длинные, волнистые волосы, за что часть теннисных болельщиков звала его «Disco Tommy»[5].
- Большая любовь испанца к сериалу «24» привела к тому, что он и его тренер называли друг друга именами героев этого телефильма (тренер имел прозвище «President Palmer», а Робредо — «Jack Bauer»)[6].

## Спортивная карьера

### Начало карьеры
Отец тренировал Томми до 1996 года, когда он присоединился к Испанской Теннисной Федерации в Центре d’Alt Rendiment («Центр Высокой Эффективности»), известном центре профессионального спортивного обучения в Sant Cugat del Vallès.
Как юниор, Робредо выиграл Junior Orange Bowl для игроков младше 16 лет в одиночном и парном разрядах (с Марком Лопесом) в 1998 году. В 1999 году он дошёл до полуфинала юношеского Открытого чемпионата Франции. В начале 2000 года Робредо с Марком Лопесом выиграл юношеский Открытый чемпионат Австралии в парном разряде (с Николя Маю). Летом Робредо смог достичь финала в одиночном и парном разрядах на юношеском Открытом чемпионате Франции, проиграв Полю-Анри Матьё в одиночном, он выиграл в парном разряде совместно с Марком Лопесом. В августе 2000 года достиг 8-го места в юниорском рейтинге.
В 1998 году Робредо начал регулярные выступления на профессиональных турнирах. В августе он впервые сыграл в финале одиночного и парного разрядов турнира серии «фьючерс», выиграв в паре с Педро Кановасом. В апреле 1999 года он дебютировал на турнире уровня ATP, пройдя квалификацию в Барселоне. Он смог выиграть первый матч на элитном уровне у Давиде Сангвинетти, а затем одержал фантастическую победу над Маратом Сафином, который на тот момент находился в 30-ке лучших теннисистов мира. В третьем раунде Робредо проиграл Тодду Мартину, игроку из первой мировой 10-ки. В том сезоне он выиграл один турнир «фьючерс» в одиночном и два в парном разрядах.
В 2000 году Робредо выиграл первые титулы серии «челленджер» — два в одиночном и один в парном разрядах.
2001 стал сезоном прорыва для Робредо на высокий уровень. В начале сезона он впервые вышел в полуфинал в Туре, сделав это на турнире в Ченнаи. На Открытом чемпионате Австралии испанец с четвёртой попытки преодолел квалификации и сыграл в основной сетке турнира серии Большого шлема. В феврале Томми смог дебютировать в топ-100 мирового рейтинга. В апреле в возрасте 18-ти лет он впервые достиг финала на турнире ATP — в Касабланке, где проиграл в титульном матче Гильермо Каньясу — 5-7, 2-6. Через неделю с Фернандо Висенте на турнире в Барселоне он вышел в первый парный финал. В июне Робредо добился хорошего результата на Открытом чемпионате Франции, сумев дойти до четвёртого раунда и проиграв только Евгению Кафельникову.
В июне 2001 года Робердо смог выйти в полуфинал турнира на траве в Хертогенбосе. В июле он выиграл первый титул в основном туре, выиграв финал грунтового турнира в Сопоте у Альберта Портаса — 1-6, 7-5, 7-6(2). Победа позволила Томми подняться в топ-50. Следующим заметным результатом стал выход в четвёртый раунд на Открытом чемпионате США. Робредо сыграл фантастический пятисетовый матч против пятой ракетки мира Хуана Карлоса Ферреро, обыграв пятую ракетку мира за 3,5 часа. В борьбе за 1/4 финала он проиграл Энди Роддику. Осенью Робредо дошёл до полуфинала турнира в Палермо, и к концу 2001 года он стал самым молодым игроком после Роддика, закончившим сезон в числе 30 лучших ракеток мира.

### 2002—2004 (1/4 на Ролан Гаррос и Кубок Дэвиса)
В начале сезона 2002 года Робредо сыграл на неофициальном командном турнире Кубок Хопмана. В составе команды Испании совместно с Аранчей Санчес Викарио ему удалось выиграть главный трофей. В отличие от предыдущего года, в 2002 года он не смог достигнуть четвёртого раунда на турнирах Большого шлема (дважды доходил до третьего раунда на Ролан Гаррос и в США. Однако в мае, он достиг своего первого четвертьфинала на турнире серии Мастерс в Риме и быстро улучшил этот результат, попав в полуфинал на Мастерсе в Гамбурге и обыграв там двух теннисистов из топ-10. Три других полуфинальных результата (в Хертогенбосе, Бостаде, и Стокгольме) и четвертьфинал в Штутгарте помогли Робредо закончить его второй сезон в лучшей мировой теннисной тридцатке. В этом же сезоне, Робредо заработал свой первый миллион долларов призовых и дебютировал в розыгрышеКубка Дэвиса в составе сборной Испании в игре против Соединенных Штатов.
Старт сезона 2003 года Робредо провёл неуверенно и лучше всего сыграл в парном разряде Открытого чемпионата Австралии, дойдя в дуэте с Альбертом Портасом до 1/4 финала. Первого полуфинала в сезоне в одиночках он достиг в конце февраля на хардовом турнире в Дубае, обыграв среди прочих № 7 в мире Марата Сафина. В следующий полуфинал он попал в апреле уже на грунте турнира в Эшториле. Возможно, основным моментом сезона для Робредо было его попадание в четвертьфинал Ролан Гаррос. Игра испанца запомнилась победой над первой ракеткой мира Ллейтоном Хьюиттом в пяти сетах и трёхкратным чемпионом Открытого чемпионата Франции Густавом Куэртеном. В 1/4 финала он проиграл во втором пятисетовом матче от защищающегося чемпиона Альберта Коста. Робредо заметил перед своим матчем с Коста: «Я побил туза, я побил короля», имея в виду свои победы над Хьюиттом и Куэртеном. «Сейчас я должен побить джокера. Если я обыграю Косту, я отобью всю колоду карт». Летом 2003 году, выступая на грунте, Робредо смог выйти в полуфинал в Бостаде, а затем в финал турнира в Штутгарте, в котором проиграл Гильермо Кории. Эти результаты позволили Робредо на некоторый срок войти в топ-20 лучших теннисистов мира и только под конец сезона с ослаблением результатов он переместился на 21-ю строчку.
2004 год Робредо начал с полуфинала в Ченнаи. Там же он смог взять парный приз в команде с начинающем свою карьеру Рафаэлем Надалем. До конца апреля Томми трижды вышел в 1/4 финала (в Сиднее, Милане и Эшториле). После этого он победил на грунтовом турнире в Барселоне, где в финале переиграл Гастона Гаудио — 6-3, 4-6, 6-2, 3-6, 6-3. На Открытом чемпионате Франции вышел в четвёртый раунд. В июне на траве прошёл в полуфинал в Хертогенбосе. Такого же результата Робередо добился в августе на Мастерсе в Цинциннати, где в матче второго раунда он обыграл № 7 в мировом рейтинге Хуана Карлоса Ферреро. Затем он принял участие в летних Олимпийских играх в Афинах, где в одиночном турнире выбыл в третьем раунде, а в парном вместе с Фелисиано Лопесом в первом.
На Открытом чемпионате США 2004 года Робредо вышел в четвёртый раунд, а в парном разряде в партнёрстве с Рафаэлем Надалем смог доиграть до полуфинала. В октябре он вышел в четвертьфинал Мастерса в Мадриде. Сезон завершил в топ-20 — на 13-м месте. На протяжении всего сезона Робредо выступал за Испанию в Кубке Дэвиса и помог своей сборной выйти в финал турнира, где они сыграли против США. Робредо неудачно провёл парную игру с Ферреро, которую они проиграли Бобу и Майку Брайанам. После победы в четвёртом матче Карлоса Мойи над Энди Роддиком, Робредо вышел на ничего не решающий пятый матч финала и проиграл Марди Фишу, но по итогу стал с командой обладателем престижного командного кубка.

### 2005—2007 (титул на Мастерсе и топ-5)
На Открытом чемпионате Австралии 2005 года Робредо выбыл в третьем раунде. В феврале он дошёл до полуфинала в Дубае. В апреле в полуфинале турнира в Эшториле Томми обыграл № 9 в мире Карлоса Мойю и вышел в финал, где уступил Гастону Гаудио 1-6, 6-2, 1-6. Также в Эшториле он добрался до парного финала в команде с Хуаном Игнасио Челой. На Открытом чемпионате Франции в матче четвёртого раунда он в тяжелейшей борьбе переиграл № 4 Марата Сафина — 7-5, 1-6, 6-1, 4-6, 8-6. Но в четвертьфинале не смог переиграть другого россиянина Николая Давыденко. В июле Робредо вышел в полуфинал в Бостаде, парный финал в Штутгарте (с Мариано Худом) и четвертьфинал в Умаге. В августе испанец достиг четвертьфинала в Нью-Хейвене, а на Открытом чемпионате США доиграл до четвёртого раунда. Осенью он вышел в четвертьфинал в Палермо и на Мастерсе в Париже, а также в полуфинал в Вене.

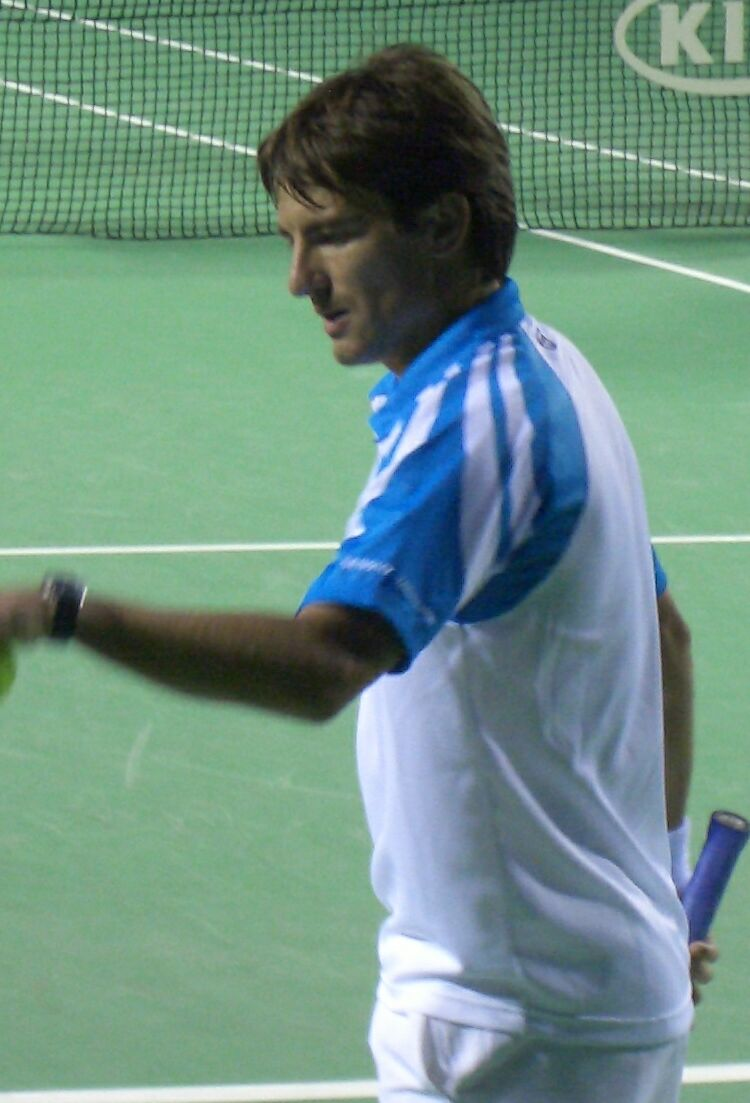
Томми Робредо на Открытом чемпионате Австралии в 2006 году

2006 год стал лучшим сезоном для Робредо. На Открытом чемпионате Австралии он достиг четвёртого раунда. В Лас-Вегасе и на Мастерсе в Монте-Карло его результатом стал выход в 1/4 финала. В Барселоне Робредо вышел в финал, где уступил Рафаэлю Надалю (4-6, 4-6, 0-6).
Вскоре Робредо смог войти в топ-10. Он поднялся на 7 строчку, выиграв 21 мая свой первый титул серии Мастерс — в Гамбурге, обыграв в финале Радека Штепанека — 6-1, 6-3, 6-3. На Открытом чемпионате Франции он вышел в четвёртый раунд. В июле Робредо завоевал второй титул в году, разгромив Николая Давыденко в финале в Бостаде со счётом 6-2, 6-1. На Мастерсе в Цинциннати он вышел в полуфинал, обыграв в четвертьфинале № 3 в рейтинге Ивана Любичича — 7-6(6), 6-2, но уступил далее Хуану Карлосу Ферреро. На Открытом чемпионате США он уже в третий раз в сезоне вышел в четвёртый раунд на турнирах Большого шлема (все, кроме Уимблдона). Осенью испанец прошёл в полуфинал в Мумбаи и в четвертьфинал в Токио. На Мастерсе в Париже он вышел в полуфинал. По достижении пятой позиции мирового рейтинга, Робредо впервые в своей карьере квалифицировался на заключительный турнир года — Кубок Мастерс. Ему не удалось достичь многого на соревновании, однако он смог победить в трёхсетовом матче против Джеймса Блейка — 6-2, 3-6, 7-5, занявшего второе место на турнире.
В начале следующего сезона Робредо сыграл за команду Испании на Кубке Хопмана совместно с Анабель Мединой Гарригес и они доиграли до финала, в котором уступили команде России. 2007 год принёс долгожданный успех на харде: после нескольких лет оспаривания титулов, в Окленде он впервые прорвался в финал турнира, играемого на харде. В борьбе за титул он уступил Давиду Ферреру — 4-6, 2-6. После этого Томми впервые достиг четвертьфинала Открытого чемпионата Австралии, уступив первой ракетке мира Роджеру Федереру — 3-6, 6-7(2), 5-7. В феврале он вышел в четвертьфинал в Роттердаме, в марте на Мастерсе в Майами. В апреле Робредо вышел в полуфинал в Эшториле, а в мае в четвертьфинал Мастерса в Риме.
Робредо, как и в Австралии, проиграл Федереру в четвертьфинале и на Открытом чемпионате Франции 2017 года; в том матче Робредо стал первым теннисистом, после Энди Роддика, который в 2006 году на Открытом чемпионате США взял сет у Федерера, прервав его серию из 36 выигранных подряд сетов на турнирах Большого Шлема. В Хертенгебосе и Кицбюэле достигает четвертьфинала. В начале августа Робредо завоевал свой первый титул в этом сезоне, выиграв у Хосе Акасусо— 7-5, 6-0 в Сопоте, на турнире, где он 6 лет назад получил свой первый титул в Мировом туре. В сентябре он вышел в финал турнира в Пекине, но уступил там Фернандо Гонсалесу — 1-6, 6-3, 1-6. За ним последовал и финал в Меце. Он выиграл титул, победив Энди Маррея в трёх сетах 0-6, 6-2, 6-3, завоевав свой второй титул в сезоне и первый в карьере не на грунтовом покрытии. На Мастерсе в Париже он смог выйти в четвертьфинал.
Несмотря на 2 титула, 2 финала, 1 полуфинал и 8 четвертьфиналов (включая три четвертьфинала турниров серии Мастерс и 2 турниров большого шлема) в 2007 году, Робредо закончил сезон на десятой позиции мирового рейтинга, что не позволило ему принять участие в Итоговом турнире.

### 2008—2010

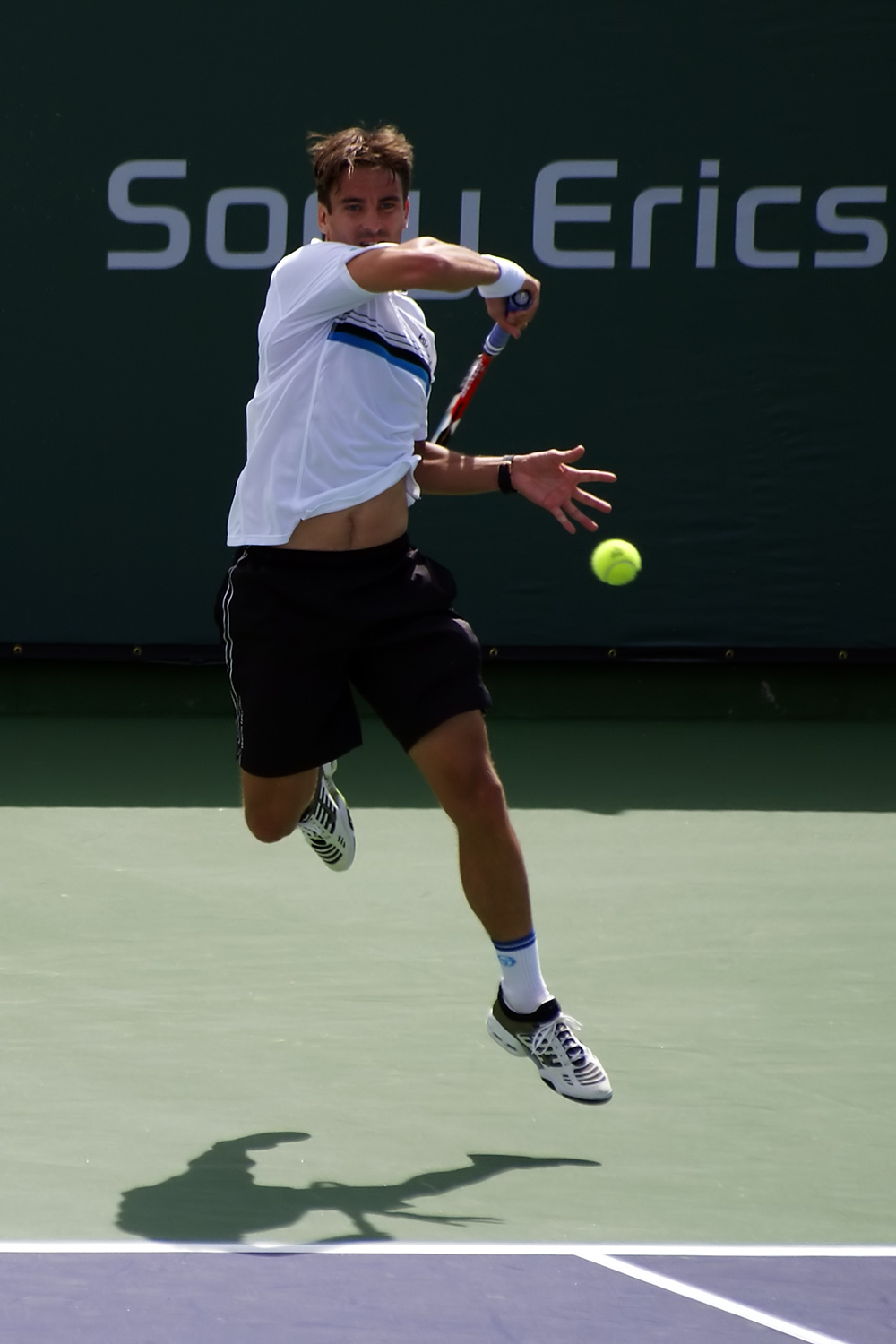
Робредо на турнире в Индиан-Уэллсе в 2008 году

Сезон 2008 года не был таким же успешным, как предыдущие два; Робредо не удалось преодолеть стадию третьего раунда на турнирах до начала в апреле европейского грунтового сезона. На турнире в Валенсии он вышел в полуфинал, а затем достиг четвертьфинала достиг в Барселоне и Риме. Робредо, объединившись с соотечественником Рафаэлем Надалем и выиграв свой первый за 4 года титул в парном разряде, выиграв Махеша Бхупати и Марка Ноулза на Мастерсе в Монте-Карло. Он также достиг полуфинала в Гамбурге с Леандером Паесом. В июне испанец вышел в финал в Варшаве, но уступил там Николаю Давыденко (3-6, 3-6). Победив в полуфинале турнира в Бостаде № 4 в мире Давида Феррера — 2-6, 6-1, 6-2 и в финале у Томаша Бердыха — 6-4, 6-1, он завоевал свой первый титул в сезоне и второй на этом турнире. В августе Робредо принял участие во вторых в своей карьере Олимпийских играх в Пекине. В одиночном турнире выбывает уже в первом раунде, а в паре с Рафаэлем Надалем во втором. На Открытом чемпионате США его результатом стал выход в четвёртый раунд, а в парном разряде добрался до полуфинала в партнёрстве с аргентинцем Серхио Ройтманом. В сентябре он вышел в четвертьфинал в Пекине. Робредо закончил сезон на 21-м месте мирового рейтинга.
Робредо начал сезон 2009 года в Сиднее, где он проиграл Марио Анчичу во втором раунде. На Открытом чемпионате Австралии он был посеян под 21 номером, ему удалось дойти до четвёртого раунда, однако он уступил полуфиналисту Энди Роддику со счётом 5-7, 1-6, 3-6. В миксте в Австралии с соотечественницей Анабель Мединой Гарригес он впервые вышел в полуфинал в данном разряде. Удачно Робредо сыграл в феврале. На турнире в Винья-дель-Маре вышел в полуфинал, а затем впервые выиграл два титула подряд. Первый в Бразилии, в Коста-де-Суипе на грунте в одиночном (в финале обыграл Томаса Беллуччи) и парном разряде (в дуэте с Марселем Гранольерсом), а затем на следующей неделе он завоевал второй титул в Буэнос-Айресе (в финале победил Хуана Монако). В Акапулько он вышел в четвертьфинал. Также он выступил в апреле в Барселоне.
На Открытом чемпионате Франции 2009 года ему удалось выйти в четвертьфинал, где он проиграл Хуану Мартину дель Потро. В парном разряде на Ролан Гаррос он также вышел в 1/4 финала в альянсе с Марком Лопесом. В июле Томми прошёл в полуфинал в Бостаде. На Открытом чемпионате США в матче четвёртого раунда встретился № 1 в мире Роджером Федерером и проиграл ему — 5-7, 2-6, 2-6. До конца сезона лишь один раз вышел в четвертьфинал в Валенсии. В парном разряде в Валенсии и на Мастерсе в Париже удалось достичь финальных матче в альянсе с Гранольерсом. На протяжении сезона Робредо регулярно призывался в сборную на матчи Кубка Дэвиса, однако в финале заигран не был. Тем не менее Испания смогла выиграть кубок.
В начале сезона, Томми, вместе с Марией Хосе Мартинес Санчес, выиграл выставочный командный турнир в Перте. В финальной встрече Робредо переиграл в одиночном матче Энди Маррея, тем самым спася неудачно начавшуюся встречу (на старте Мария уступила Лоре Робсон). Победа в Кубке Хопмана стала для него второй в карьере. На турнире в Окленде он вышел в четвертьфинал. Следующий раз в четвертьфинал он попал в марте на Мастерсе в Индиан-Уэллсе. На Уимблдонском турнире Робредо смог выйти в четвертьфинал парного разряда в дуэте с Гранольерсом. В июле в Бостаде вышел в полуфинал и победил по пути № 10 Фернандо Вердаско. После трёх подряд выбываний в первом раунде на турнирах серии Большого шлема, на Открытом чемпионате США ему удалось преодолеть эту стадию и дойти до четвёртого раунда в целом. В парном разряде он остался в шаге от финала, пройдя в 1/2 финала с Гранольерсом. В сентябре Робредо вышел в четвертьфинал в Меце. Не самый выразительный сезон Робредо завершил на 50-м месте в рейтинге.

### 2011—2014

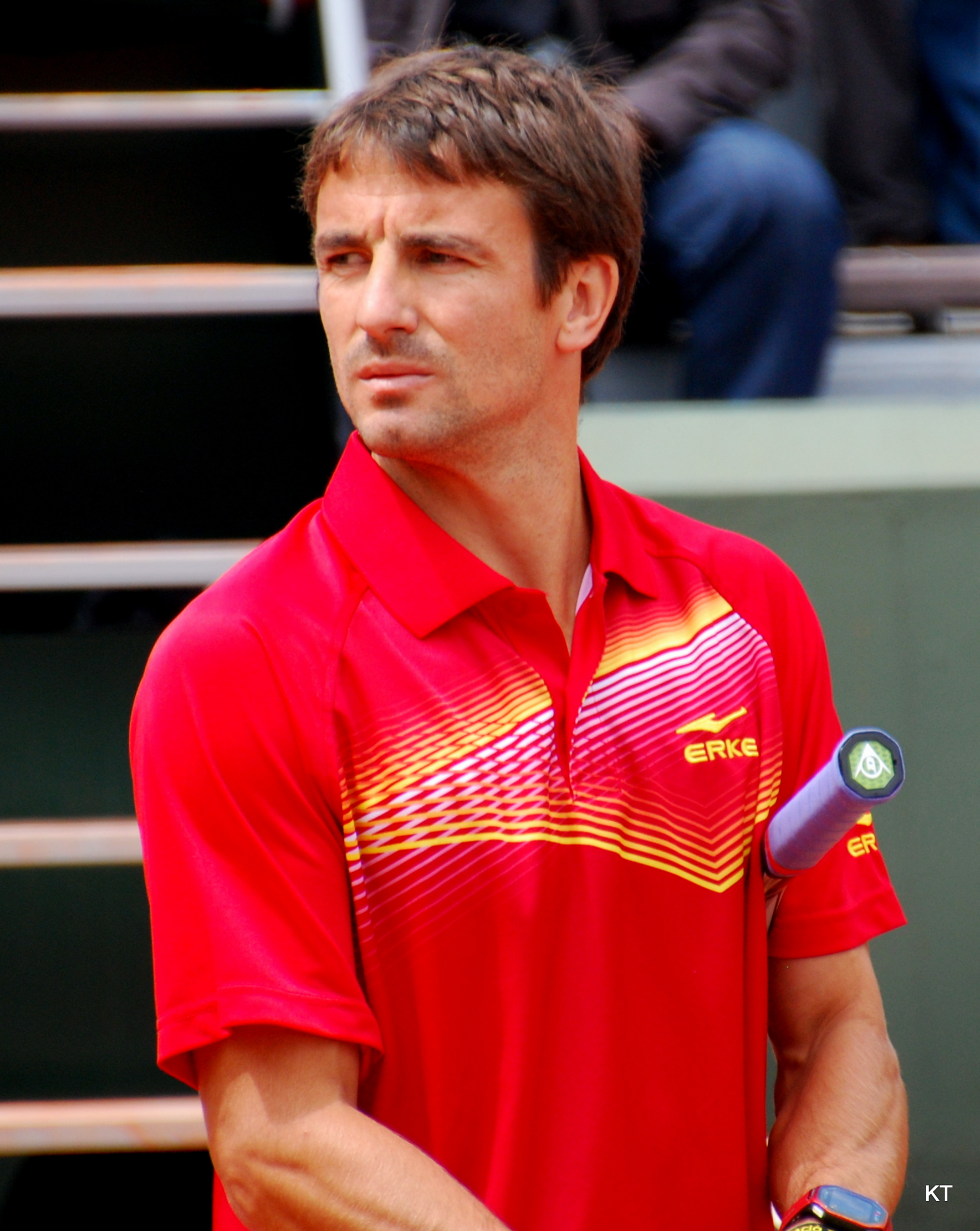
2013 год

В начале 2011 года Робредо смог выиграть парный титул в Окленде в команде с Гранольерсом. На Открытом чемпионате Австралии он вышел в четвёртый раунд, где уступил Роджеру Федереру — 3-6, 6-3, 3-6, 2-6. На турнире в Сантьяго впервые за два года сумел выиграть титул. Он стал для Робредо юбилейным 10-м на одиночных турнирах Мирового тура. В Буэнос-Айресе вышел в полуфинал. На Мастерсе в Индиан-Уэллсе добрался до четвертьфинала. Из-за травм Томми пропустил турниры Большого шлема во Франции и в США.
Первую половину сезона 2012 года 29-летний испанец пропустил и первый раз сыграл лишь в июне. Выступая на турнирах серии «челленджер» он дважды одержал победы в Кальтаниссетте и Милане. В Тур вернулся в июле, когда на турнире в Бостаде вышел в четвертьфинал. На Открытом чемпионате США он выбыл во втором раунде. Результаты быстро к Робредо не вернулись и сезон он завершил на 114-м месте в рейтинге.
В январе 2013 года Робердо выиграл парный приз соревнований в Брисбене.Затем он выбыл в первом раунде Открытого чемпионата Австралии в одиночках. В феврале на турнире в Буэнос-Айресе Томми сумел выйти в полуфинал. Наконец, в апреле ему удалось выиграть титул. В финале турнира в Касабланке он победил Кевина Андерсона — 7-6(6), 4-6, 6-3. Это позволило испанцу вернуться в топ-50. На турнирах в Барселоне и Оэйраше Робредо вышел в четвертьфинал. Хорошо он выступил и на Открытом чемпионате Франции, выйдя в четвертьфинал в пятый раз за карьеру. Среди тех кого он переиграл были Гаэль Монфис и Николас Альмагро.
На Уимблдонском турнире в матче третьего раунда он проиграл будущему чемпиону турнира Энди Маррею. В июле смог выиграть ещё один титул на турнире в Умаге, легко обыграв в финале Фабио Фоньини — 6-0, 6-3. Томми хорошо сыграл в 2013 году и на Открытом чемпионате США, впервые пройдя в четвертьфинал этого турнир. В четвёртом раунде он впервые смог обыграть Роджера Федерера (7-6, 6-3, 6-4), хотя до этого проиграл швейцарцу десять их матчей. Выступление в США позволило Робредо вернуть себе место в топ-20.
В 2014 году Робредо провёл ещё один сезон на уровне топ-20. В начале года он доиграл до четвёртого раунда Открытого чемпионата Австралии. В феврале он вышел в полуфинал в Буэнос-Айресе и четвертьфинал в Рио-де-Жанейро. Грунтовую часть сезона в целом испанец провёл не слишком уверенно и на Ролан Гаррос доиграл до третьего раунда. На Уимблдонском турнире Робредо впервые в карьере выиграл три матча и вышел в четвёртый раунд, в котором уступил Федереру. В июле он отметился выходом в финал турнира в Умаге, в котором проиграл Пабло Куэвасу — 3-6, 4-6. В августе на Мастерсе в Цинциннати Робредо во второй раз в карьере и первый раз с 2003 года смог обыграть действующую первую ракетку мира. Он переиграл Новака Джоковича в третьем раунде со счётом — 7-6(6), 7-5 и вышел в 1/4 финала. На Открытом чемпионате США Томми доиграл до четвёртого раунда. Осенью он дважды смог дойти до финала на харде — в сентябре Шэньчжэне и в октябре в Валенсии, оба раза проиграв британцу Энди Маррею. Сезон он завершил на 17-м месте.

### 2015—2022

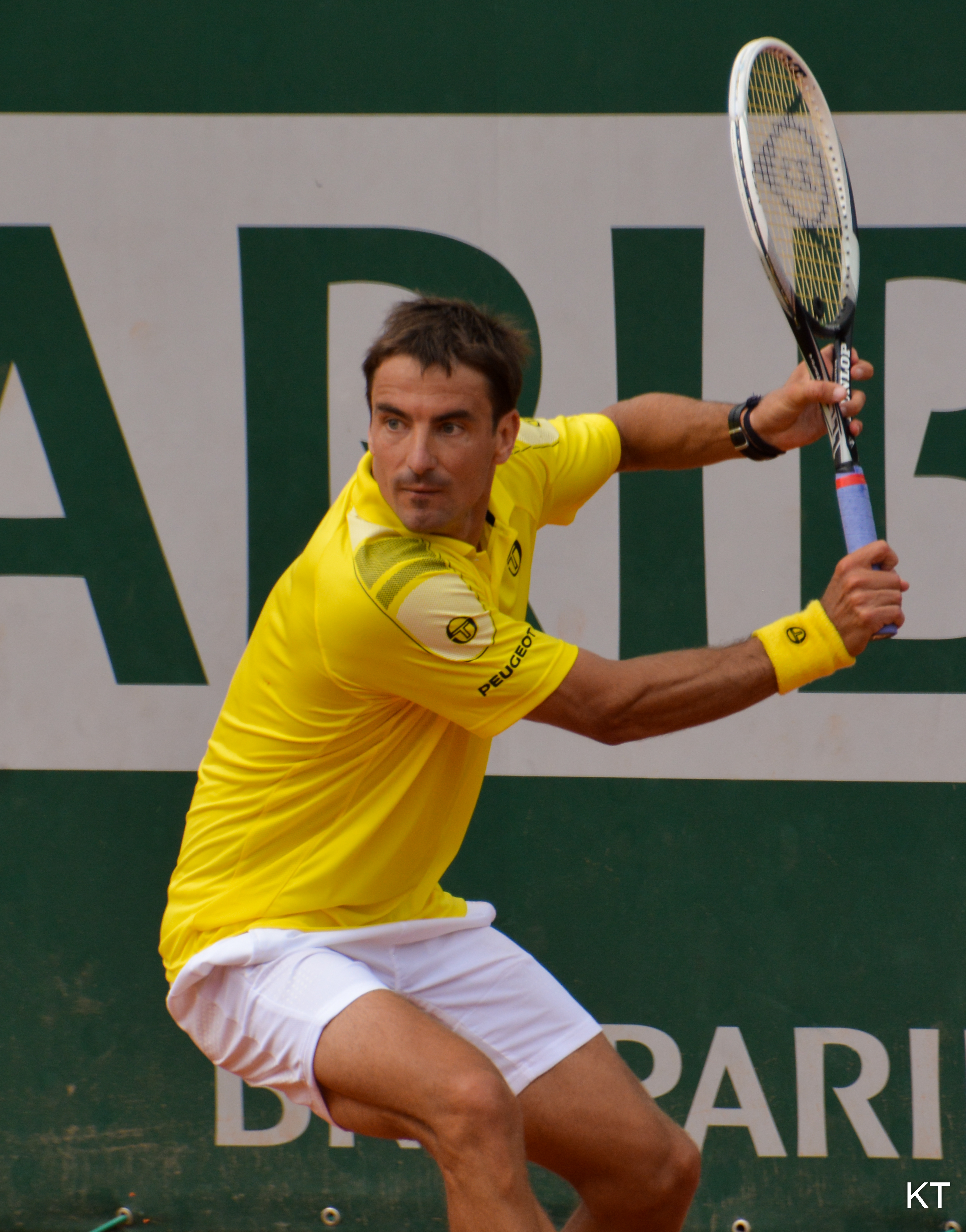
Робредо на «Ролан Гаррос» в 2015 году

С 2015 года результаты 32-летнего испанца пошли на спад. В сезоне 2015 года он ещё смог удержать позиции в топ-50. До мая он дважды смог выйти в 1/4 финала (в Буэнос-Айресе и Барселоне) и добрался до четвёртого раунда в Индиан-Уэллсе. В июле Робредо дошёл до финала в Бостаде, в котором все же уступил французу Бенуа Перу — 6-7(7), 3-6. Это был 23-й и последний в карьере Робредо финал турнира ATP в одиночном разряде (12 побед и 11 поражений). Лучшим выступлением в году на Больших шлемах стал выход в третий раунд на Открытом чемпионате США, где он снова проиграл Перу. Осенью лучшими результами Робредо стали выход в 1/4 финала в Санкт-Петербурге и 1/2 финала в Шэньчжэне.
В 2016 году Робредо выступал неудачно и пропустил большую часть с сезона с марта по август. Он вернулся на корт уже в сентябре, находясь в третьей сотни рейтинга и доиграл сезон в основном на «челленджерах».
В 2017 году он играл уже чаще в основном туре по защищенному рейтингу, но в основном выбывал в первых раундах. На турнире в Марракеше в апреле он единственный раз в сезоне прошёл в четвертьфинал одиночных соревнований в Мировом туре. В мае Робредо в паре с Давидом Марреро вышел в финал турнира в Кашкайше. Вторую часть сезона Томми доигрывал уже в младшем туре «челленджер» и один раз доиграл до финала.
В мае 2018 года он одержал победу на «челленджере» в Лиссабоне. Из-за низкого рейтинга он не попадал в основную сетку Больших шлемов и вынужден был проходить квалификацию. Отбор ему удалось пройти лишь раз на Открытый чемпионат США 2018 года. В июне 2019 года Робредо выиграл два «челленджера» на грунте: в Познани и Парме. В Парме в финале обыграл Федерико Гайо в очень упорном матче со счётом 7-6(12-10) 5-7 7-6(8-6).
За весь 2020 год выиграл только 2 матча из 9 проведённых. В январе 2021 года 38-летний Робредо дошёл до полуфинала «челленджера» в Анталье, где был разгромлен Хауме Мунаром (1-6 1-6). После этого за весь сезон смог выиграть только 1 матч из 10.
В марте 2022 года на «челленджере» на харде в мексиканском Монтеррее обыграл в первом круге японца Каити Утиду (6-3 6-3), а во втором круге без особой борьбы уступил французу Жоффре Бланкано (3-6 1-6). В апреле получил wildcard на турнире ATP 500 на грунте в Барселоне, где в первом круге проиграл испанцу Бернабе Сапате Миральесу (1-6 1-6). После этого накануне своего 40-летия Робредо объявил о завершении карьеры.

## Рейтинг на конец года
| Год  | Одиночный рейтинг | Парный рейтинг |
| ---- | ----------------- | -------------- |
| 2022 | 1043              |                |
| 2021 | 331               | 1555           |
| 2020 | 224               | 950            |
| 2019 | 205               | 1192           |
| 2018 | 201               | 405            |
| 2017 | 164               | 195            |
| 2016 | 358               | 504            |
| 2015 | 42                | 251            |
| 2014 | 17                | 572            |
| 2013 | 18                | 183            |
| 2012 | 114               |                |
| 2011 | 51                | 89             |
| 2010 | 50                | 34             |
| 2009 | 16                | 20             |
| 2008 | 21                | 33             |
| 2007 | 10                |                |
| 2006 | 7                 | 243            |
| 2005 | 19                | 79             |
| 2004 | 13                | 34             |
| 2003 | 21                | 63             |
| 2002 | 30                | 152            |
| 2001 | 30                | 150            |
| 2000 | 131               | 225            |
| 1999 | 244               | 349            |
| 1998 | 511               | 607            |
| 1997 |                   | 1048           |

По данным официального сайта ATP на последнюю неделю года.

## Выступления на турнирах

### Финалы турнировATPв одиночном разряде (23)

#### Победы (12)
| Легенда                              |
| ------------------------------------ |
| Турниры Большого шлема (0)           |
| Итоговый турнир ATP (0)              |
| Мастерс (1+1*)                       |
| ATP International Gold / АТР 500 (1) |
| ATP International / АТР 250 (10+4)   |

| Титулы по покрытиям | Титулы по месту проведения матчей турнира |
| ------------------- | ----------------------------------------- |
| Хард (1+3*)         | Зал (1)                                   |
| Грунт (11+2)        | Зал (1)                                   |
| Трава (0)           | Открытый воздух (11+5)                    |
| Ковёр (0)           | Открытый воздух (11+5)                    |

* количество побед в одиночном разряде + количество побед в парном разряде.
| №   | Дата            | Турнир                    | Покрытие | Соперник в финале | Счёт                |
| 1.  | 29 июля 2001    | Сопот, Польша             | Грунт    | Альберт Портас    | 1-6 7-5 7-6(2)      |
| 2.  | 2 мая 2004      | Барселона, Испания        | Грунт    | Гастон Гаудио     | 6-3 4-6 6-2 3-6 6-3 |
| 3.  | 21 мая 2006     | Гамбург, Германия         | Грунт    | Радек Штепанек    | 6-1 6-3 6-3         |
| 4.  | 16 июля 2006    | Бостад, Швеция            | Грунт    | Николай Давыденко | 6-2 6-1             |
| 5.  | 5 августа 2007  | Сопот, Польша (2)         | Грунт    | Хосе Акасусо      | 7-5 6-0             |
| 6.  | 7 октября 2007  | Метц, Франция             | Хард(i)  | Энди Маррей       | 0-6 6-2 6-3         |
| 7.  | 13 июля 2008    | Бостад, Швеция (2)        | Грунт    | Томаш Бердых      | 6-4 6-1             |
| 8.  | 14 февраля 2009 | Коста-де-Сауипе, Бразилия | Грунт    | Томас Беллуччи    | 6-3 3-6 6-4         |
| 9.  | 22 февраля 2009 | Буэнос-Айрес, Аргентина   | Грунт    | Хуан Монако       | 7-5 2-6 7-6(5)      |
| 10. | 6 февраля 2011  | Сантьяго, Чили            | Грунт    | Сантьяго Хиральдо | 6-2 2-6 7-6(5)      |
| 11. | 14 апреля 2013  | Касабланка, Марокко       | Грунт    | Кевин Андерсон    | 7-6(6) 4-6 6-3      |
| 12. | 28 июля 2013    | Умаг, Хорватия            | Грунт    | Фабио Фоньини     | 6-0 6-3             |

#### Поражения (11)
| №   | Дата             | Турнир                 | Покрытие | Соперник в финале | Счёт              |
| 1.  | 15 апреля 2001   | Касабланка, Марокко    | Грунт    | Гильермо Каньяс   | 5-7 2-6           |
| 2.  | 20 июля 2003     | Штутгарт, Германия     | Грунт    | Гильермо Кориа    | 2-6 2-6 1-6       |
| 3.  | 1 мая 2005       | Оэйраш, Португалия     | Грунт    | Гастон Гаудио     | 1-6 6-2 1-6       |
| 4.  | 30 апреля 2006   | Барселона, Испания     | Грунт    | Рафаэль Надаль    | 4-6 4-6 0-6       |
| 5.  | 14 января 2007   | Окленд, Новая Зеландия | Хард     | Давид Феррер      | 4-6 2-6           |
| 6.  | 16 сентября 2007 | Пекин, Китай           | Хард     | Фернандо Гонсалес | 1-6 6-3 1-6       |
| 7.  | 15 июня 2008     | Варшава, Польша        | Грунт    | Николай Давыденко | 3-6 3-6           |
| 8.  | 27 июля 2014     | Умаг, Хорватия         | Грунт    | Пабло Куэвас      | 3-6 4-6           |
| 9.  | 28 сентября 2014 | Шэньчжэнь, Китай       | Хард     | Энди Маррей       | 7-5 6-7(9) 1-6    |
| 10. | 26 октября 2014  | Валенсия, Испания      | Хард(i)  | Энди Маррей       | 6-3 6-7(7) 6-7(8) |
| 11. | 26 июля 2015     | Бостад, Швеция         | Грунт    | Бенуа Пер         | 6-7(7) 3-6        |

### Финалы челленджеров, фьючерсов и саттелитов в одиночном разряде (17)

#### Победы (9)
| Условные обозначения |
| Челленджеры (7+1*)   |
| Фьючерсы (2+4)       |

| Титулы по покрытиям | Титулы по месту проведения матчей турнира |
| ------------------- | ----------------------------------------- |
| Хард (0*)           | Зал (0)                                   |
| Грунт (9+5)         | Зал (0)                                   |
| Трава (0)           | Открытый воздух (9+5)                     |
| Ковёр (0)           | Открытый воздух (9+5)                     |

* количество побед в одиночном разряде + количество побед в парном разряде.
| №  | Дата             | Турнир                            | Покрытие | Соперник в финале       | Счёт               |
| 1. | 23 октября 1998  | Вильяфранка-дель-Пенедес, Испания | Грунт    | Херман Пуэнтес Альканис | 6-3 6-2            |
| 2. | 5 сентября 1999  | Сантандер, Испания                | Грунт    | Альберт Монтаньес       | 3-6 7-6(3) 6-3     |
| 3. | 18 июня 2000     | Эшпинью, Португалия               | Грунт    | Джими Шимански          | 6-4 6-2            |
| 4. | 30 сентября 2000 | Севилья, Испания                  | Грунт    | Оскар Серрано Гамес     | 6-7(4) 6-1 6-4     |
| 5. | 10 июня 2012     | Кальтаниссетта, Италия            | Грунт    | Гаштан Элиаш            | 6-3 6-2            |
| 6. | 1 июля 2012      | Милан, Италия                     | Грунт    | Мартин Алунд            | 6-3 6-0            |
| 7. | 20 мая 2018      | Лиссабон, Португалия              | Грунт    | Кристиан Гарин          | 3-6 6-3 6-2        |
| 8. | 9 июня 2019      | Познань, Польша                   | Грунт    | Рудольф Моллекер        | 5-7 6-4 6-1        |
| 9. | 23 июня 2019     | Парма, Италия                     | Грунт    | Федерико Гайо           | 7-6(10) 5-7 7-6(6) |

#### Поражения (8)
| №  | Дата             | Турнир                       | Покрытие | Соперник в финале          | Счёт        |
| 1. | 23 августа 1998  | Виго, Испания                | Грунт    | Николас Массу              | 4-6 2-6     |
| 2. | 15 ноября 1998   | Барселона, Испания           | Грунт    | Хуан-Антонио Саес Панадеро | 2-6 3-6     |
| 3. | 28 марта 1999    | Сабадель, Испания            | Грунт    | Херман Пуэнтес Альканис    | 6-1 4-6 1-6 |
| 4. | 2 апреля 2000    | Барлетта, Италия             | Грунт    | Херман Пуэнтес Альканис    | 4-6 6-7(3)  |
| 5. | 25 марта 2001    | Эшпинью, Португалия          | Грунт    | Феликс Мантилья            | 6-7(5) 4-6  |
| 6. | 9 сентября 2012  | Генуя, Италия                | Грунт    | Альберт Монтаньес          | 4-6 1-6     |
| 7. | 15 сентября 2012 | Севилья, Испания             | Грунт    | Даниэль Химено Травер      | 3-6 2-6     |
| 8. | 10 сентября 2017 | Алфен-ан-де-Рейн, Нидерланды | Грунт    | Юрген Цопп                 | 3-6 2-6     |

### Финалы турнировATPв парном разряде (11)

#### Победы (5)
| №  | Дата            | Турнир                    | Покрытие | Партнёр            | Соперники в финале            | Счёт           |
| 1. | 11 января 2004  | Ченнаи, Индия             | Хард     | Рафаэль Надаль     | Энди Рам Йонатан Эрлих        | 7-6(3) 4-6 6-3 |
| 2. | 27 апреля 2008  | Монте-Карло, Монако       | Грунт    | Рафаэль Надаль     | Махеш Бхупати Марк Ноулз      | 6-3 6-3        |
| 3. | 14 февраля 2009 | Коста-да-Сауипе, Бразилия | Грунт    | Марсель Гранольерс | Лукас Арнольд Кер Хуан Монако | 6-4 7-5        |
| 4. | 15 января 2011  | Окленд, Новая Зеландия    | Хард     | Марсель Гранольерс | Йохан Брунстрём Стивен Хасс   | 6-4 7-6(6)     |
| 5. | 6 января 2013   | Брисбен, Австралия        | Хард     | Марсело Мело       | Эрик Буторак Пол Хенли        | 4-6 6-1 [10-5] |

#### Поражения (6)
| №  | Дата           | Турнир                  | Покрытие | Партнёр            | Соперники в финале              | Счёт       |
| 1. | 29 апреля 2001 | Барселона, Испания      | Грунт    | Фернандо Висенте   | Дональд Джонсон Джаред Палмер   | 6-7(2) 4-6 |
| 2. | 1 мая 2005     | Оэйраш, Португалия      | Грунт    | Хуан Игнасио Чела  | Леош Фридль Франтишек Чермак    | 3-6 4-6    |
| 3. | 24 июля 2005   | Штутгарт, Германия      | Грунт    | Марьяно Худ        | Хосе Акасусо Себастьян Прието   | 6-7(4) 3-6 |
| 4. | 8 ноября 2009  | Валенсия, Испания       | Хард(i)  | Марсель Гранольерс | Михал Мертиняк Франтишек Чермак | 4-6 3-6    |
| 5. | 15 ноября 2009 | Париж, Франция          | Хард(i)  | Марсель Гранольерс | Даниэль Нестор Ненад Зимонич    | 3-6 4-6    |
| 6. | 7 мая 2017     | Кашкайш, Португалия (2) | Грунт    | Давид Марреро      | Майкл Винус Райан Харрисон      | 5-7 2-6    |

### Финалы челленджеров, фьючерсов и саттелитов в парном разряде (9)

#### Победы (5)
| №  | Дата             | Турнир                   | Покрытие | Партнёр               | Соперники в финале                           | Счёт       |
| 1. | 23 августа 1998  | Виго, Испания            | Грунт    | Педро Кановас Гарсия  | Йон Гесурага Кантеро Эсекьель Велес Ортис    | 6-4 6-2    |
| 2. | 28 марта 1999    | Манреса, Испания         | Грунт    | Карлос Мартинес Комет | Тодд Перри Алешандри Симони                  | 6-2 7-5    |
| 3. | 12 сентября 1999 | Овьедо, Испания          | Грунт    | Карлос Мартинес Комет | Давид Моренте Герреро Иван Родриго Марин     | 7-6(7) 6-1 |
| 4. | 5 марта 2000     | Мурсия, Испания          | Грунт    | Карлос Мартинес Комет | Эдуардо Николас Эспин Херман Пуэнте Альканис | 6-3 6-4    |
| 5. | 21 мая 2000      | Эдинбург, Великобритания | Грунт    | Майкл Расселл         | Ларс Бургсмюллер Ота Фукарек                 | 6-0 6-2    |

#### Поражения (4)
| №  | Дата             | Турнир               | Покрытие | Партнёр                     | Соперники в финале                            | Счёт       |
| 1. | 10 февраля 2000  | Мурсия, Испания      | Грунт    | Карлос Мартинес Комет       | Эдуардо Николас Эспин Херман Пуэнтес Альканис | 4-6 4-6    |
| 2. | 17 февраля 2000  | Мурсия, Испания      | Грунт    | Карлос Мартинес Комет       | Эдуардо Николас Эспин Херман Пуэнтес Альканис | 6-7(8) 2-6 |
| 3. | 19 марта 2000    | Лиссабон, Португалия | Грунт    | Сальвадор Наварро Гутьеррес | Жуан Кунья и Силва Нуну Маркиш                | 5-7 4-6    |
| 4. | 30 сентября 2000 | Севилья, Испания     | Грунт    | Сантьяго Вентура            | Эдуардо Николас Эспин Херман Пуэнтес Альканис | 3-6 2-6    |

### Финалы командных турниров (6)

#### Победы (5)
| №  | Год  | Турнир            | Команда                                               | Соперник в финале                                                | Счёт |
| 1. | 2002 | Кубок Хопмана     | Испания · А. Санчес, Т. Робредо                       | США · М. Селеш, Я.-М. Гэмбилл                                    | 2-1  |
| 2. | 2004 | Кубок Дэвиса      | Испания К. Мойя, Р. Надаль, Х. К. Ферреро, Т. Робредо | США М. Фиш, Э. Роддик, Б. Брайан, М. Брайан                      | 3-2  |
| 3. | 2008 | Кубок Дэвиса (2)  | Испания Не играл в финале.                            | Аргентина Х. Акасусо, Х. М. Дель Потро, А. Кальери, Д. Налбандян | 3-1  |
| 4. | 2009 | Кубок Дэвиса (3)  | Испания Не играл в финале.                            | Чехия Т. Бердых, Л. Длоуги, Я. Гайек, Р. Штепанек                | 5-0  |
| 5. | 2010 | Кубок Хопмана (2) | Испания · М. Х. Мартинес, Т. Робредо                  | Великобритания · Л. Робсон, Э. Маррей                            | 2-1  |

#### Поражения (1)
| №  | Год  | Турнир        | Команда                         | Соперник в финале                | Счёт в финале |
| -- | ---- | ------------- | ------------------------------- | -------------------------------- | ------------- |
| 1. | 2007 | Кубок Хопмана | Испания · А. Медина, Т. Робредо | Россия · Н. Петрова, Д. Турсунов | 0-2           |

## История выступлений на турнирах
| Турнир                       | 2000          | 2001          | 2002          | 2003          | 2004          | 2005          | 2006          | 2007          | 2008          | 2009                    | 2010                    | 2011                    | 2012                    | 2013                    | 2014                    | 2015                    | 2016                    | 2017                    | 2018                    | 2019                    | 2020                    | 2021                    | Итог   | В/П за карьеру |
| ---------------------------- | ------------- | ------------- | ------------- | ------------- | ------------- | ------------- | ------------- | ------------- | ------------- | ----------------------- | ----------------------- | ----------------------- | ----------------------- | ----------------------- | ----------------------- | ----------------------- | ----------------------- | ----------------------- | ----------------------- | ----------------------- | ----------------------- | ----------------------- | ------ | -------------- |
| Турниры Большого шлема       |               |               |               |               |               |               |               |               |               |                         |                         |                         |                         |                         |                         |                         |                         |                         |                         |                         |                         |                         |        |                |
| Открытый чемпионат Австралии | К             | 1Р            | 2Р            | 1Р            | 1Р            | 3Р            | 4Р            | 1/4           | 2Р            | 4Р                      | 1Р                      | 4Р                      | -                       | 1Р                      | 4Р                      | 1Р                      | 2Р                      | -                       | -                       | К                       | -                       | К                       | 0 / 15 | 21-15          |
| Открытый чемпионат Франции   | К             | 4Р            | 3Р            | 1/4           | 4Р            | 1/4           | 4Р            | 1/4           | 3Р            | 1/4                     | 1Р                      | -                       | -                       | 1/4                     | 3Р                      | 2Р                      | -                       | 2Р                      | К                       | К                       | К                       | К                       | 0 / 14 | 37-14          |
| Уимблдонский турнир          | -             | 2Р            | 1Р            | 3Р            | 2Р            | 1Р            | 2Р            | 2Р            | 2Р            | 3Р                      | 1Р                      | 1Р                      | -                       | 3Р                      | 4Р                      | 1Р                      | -                       | -                       | -                       | -                       | НП                      | К                       | 0 / 14 | 14-14          |
| Открытый чемпионат США       | К             | 4Р            | 3Р            | 1Р            | 4Р            | 4Р            | 4Р            | 3Р            | 4Р            | 4Р                      | 4Р                      | -                       | 2Р                      | 1/4                     | 4Р                      | 3Р                      | -                       | -                       | 1Р                      | К                       | -                       | -                       | 0 / 15 | 35-15          |
| Итог                         | 0 / 0         | 0 / 4         | 0 / 4         | 0 / 4         | 0 / 4         | 0 / 4         | 0 / 4         | 0 / 4         | 0 / 4         | 0 / 4                   | 0 / 4                   | 0 / 2                   | 0 / 1                   | 0 / 4                   | 0 / 4                   | 0 / 4                   | 0 / 1                   | 0 / 1                   | 0 / 1                   | 0 / 0                   | 0 / 0                   | 0 / 0                   | 0 / 58 |                |
| В/П в сезоне                 | 0-0           | 7-4           | 5-4           | 6-4           | 7-4           | 9-4           | 10-4          | 11-4          | 7-4           | 12-4                    | 3-4                     | 3-2                     | 1-1                     | 10-4                    | 11-4                    | 3-4                     | 1-1                     | 1-1                     | 0-1                     | 0-0                     | 0-0                     | 0-0                     |        | 107-58         |
| Олимпийские игры             |               |               |               |               |               |               |               |               |               |                         |                         |                         |                         |                         |                         |                         |                         |                         |                         |                         |                         |                         |        |                |
| Летняя олимпиада             | -             | Не проводился | Не проводился | Не проводился | 3Р            | Не проводился | Не проводился | Не проводился | 1Р            | Не проводился           | Не проводился           | Не проводился           | -                       | Не проводился           | Не проводился           | Не проводился           | -                       | Не проводился           | Не проводился           | Не проводился           | Не проводился           | -                       | 0 / 2  | 2-2            |
| Итоговые турниры             |               |               |               |               |               |               |               |               |               |                         |                         |                         |                         |                         |                         |                         |                         |                         |                         |                         |                         |                         |        |                |
| Итоговый турнир ATP          | -             | -             | -             | -             | -             | -             | Группа        | -             | -             | -                       | -                       | -                       | -                       | -                       | -                       | -                       | -                       | -                       | -                       | -                       | -                       | -                       | 0 / 1  | 1-2            |
| Турниры Мастерс              |               |               |               |               |               |               |               |               |               |                         |                         |                         |                         |                         |                         |                         |                         |                         |                         |                         |                         |                         |        |                |
| Индиан-Уэллc                 | -             | -             | 1Р            | 3Р            | 2Р            | 4Р            | 3Р            | 2Р            | 3Р            | 4Р                      | 1/4                     | 1/4                     | -                       | 1Р                      | 3Р                      | 4Р                      | -                       | 1Р                      | -                       | -                       | НП                      | -                       | 0 / 14 | 17-13          |
| Майами                       | -             | -             | 2Р            | 2Р            | 4Р            | 3Р            | 2Р            | 1/4           | 2Р            | 3Р                      | 3Р                      | -                       | -                       | -                       | 4Р                      | 2Р                      | -                       | 2Р                      | -                       | -                       | НП                      | -                       | 0 / 12 | 12-11          |
| Монте-Карло                  | -             | -             | 1Р            | 3Р            | 1Р            | -             | 1/4           | 3Р            | 3Р            | 2Р                      | 3Р                      | 3Р                      | -                       | -                       | 3Р                      | 3Р                      | -                       | 1Р                      | К                       | -                       | НП                      | -                       | 0 / 12 | 17-12          |
| Гамбург                      | -             | К             | 1/2           | 2Р            | 3Р            | 3Р            | П             | 2Р            | 2Р            | Не турнир серии Мастерс | Не турнир серии Мастерс | Не турнир серии Мастерс | Не турнир серии Мастерс | Не турнир серии Мастерс | Не турнир серии Мастерс | Не турнир серии Мастерс | Не турнир серии Мастерс | Не турнир серии Мастерс | Не турнир серии Мастерс | Не турнир серии Мастерс | Не турнир серии Мастерс | Не турнир серии Мастерс | 1 / 7  | 16-7           |
| Штутгарт/Мадрид              | -             | 1Р            | 2Р            | 2Р            | 1/4           | 3Р            | 3Р            | 2Р            | 2Р            | 3Р                      | -                       | -                       | -                       | 2Р                      | 1Р                      | -                       | -                       | 1Р                      | -                       | -                       | НП                      | -                       | 0 / 12 | 9-12           |
| Рим                          | -             | К             | 1/4           | 3Р            | 2Р            | 1Р            | 1Р            | 1/4           | 1/4           | 3Р                      | -                       | -                       | -                       | -                       | 2Р                      | -                       | -                       | -                       | -                       | -                       | К                       | -                       | 0 / 9  | 14-9           |
| Торонто/Монреаль             | -             | -             | 2Р            | 3Р            | 2Р            | 3Р            | 2Р            | 2Р            | 2Р            | 2Р                      | 2Р                      | -                       | -                       | -                       | 3Р                      | 2Р                      | -                       | -                       | -                       | -                       | НП                      | -                       | 0 / 11 | 13-11          |
| Цинциннати                   | -             | -             | 3Р            | 1Р            | 1/2           | 2Р            | 1/2           | 2Р            | 2Р            | 1Р                      | 1Р                      | -                       | -                       | 3Р                      | 1/4                     | 3Р                      | -                       | -                       | -                       | -                       | -                       | -                       | 0 / 12 | 19-12          |
| Шанхай                       | Не проводился | Не проводился | Не проводился | Не проводился | Не проводился | Не проводился | Не проводился | Не проводился | Не проводился | 3Р                      | 2Р                      | 2Р                      | 2Р                      | 2Р                      | 1Р                      | 1Р                      | -                       | -                       | -                       | -                       | Не проводился           | Не проводился           | 0 / 7  | 6-7            |
| Париж                        | -             | 1Р            | 2Р            | 3Р            | 2Р            | 1/4           | 1/2           | 1/4           | 2Р            | 3Р                      | -                       | -                       | -                       | -                       | 2Р                      | -                       | -                       | -                       | -                       | -                       | НП                      | -                       | 0 / 10 | 12-10          |
| Статистика за карьеру        |               |               |               |               |               |               |               |               |               |                         |                         |                         |                         |                         |                         |                         |                         |                         |                         |                         |                         |                         |        |                |
| Проведено финалов            | 0             | 2             | 0             | 1             | 1             | 1             | 3             | 4             | 2             | 2                       | 0                       | 1                       | 0                       | 2                       | 3                       | 1                       | 0                       | 0                       | 0                       | 0                       | 0                       | 0                       |        | 23             |
| Выиграно турниров            | 0             | 1             | 0             | 0             | 1             | 0             | 2             | 2             | 1             | 2                       | 0                       | 1                       | 0                       | 2                       | 0                       | 0                       | 0                       | 0                       | 0                       | 0                       | 0                       | 0                       |        | 12             |
| В/П: всего                   | 0-2           | 37-20         | 32-26         | 38-26         | 43-25         | 44-24         | 49-29         | 49-26         | 37-23         | 46-25                   | 20-23                   | 20-12                   | 5-7                     | 36-20                   | 43-26                   | 24-21                   | 2-6                     | 6-11                    | 0-2                     | 0-1                     | 0-0                     | 0-0                     |        | 533-358        |
| Σ % побед                    | 0 %           | 65 %          | 55 %          | 60 %          | 63 %          | 65 %          | 63 %          | 65 %          | 62 %          | 65 %                    | 47 %                    | 63 %                    | 42 %                    | 64 %                    | 62 %                    | 53 %                    | 25 %                    | 35 %                    | 0 %                     | 0 %                     | 0 %                     | 0 %                     |        | 60 %           |

К — проигрыш в квалификационном турнире.
| Турнир                       | 2002  | 2003  | 2004  | 2005          | 2006          | 2007          | 2008  | 2009          | 2010          | 2011          | 2012  | 2013          | 2017          | Итог   | В/П за карьеру |
| ---------------------------- | ----- | ----- | ----- | ------------- | ------------- | ------------- | ----- | ------------- | ------------- | ------------- | ----- | ------------- | ------------- | ------ | -------------- |
| Турниры Большого шлема       |       |       |       |               |               |               |       |               |               |               |       |               |               |        |                |
| Открытый чемпионат Австралии | 1Р    | 1/4   | 3Р    | -             | -             | -             | -     | 3Р            | 2Р            | 3Р            | -     | -             | -             | 0 / 6  | 10-6           |
| Открытый чемпионат Франции   | -     | 1Р    | -     | -             | -             | -             | -     | 1/4           | 1Р            | -             | -     | 1Р            | 3Р            | 0 / 5  | 5-5            |
| Уимблдонский турнир          | 1Р    | 1Р    | 1Р    | 1Р            | 1Р            | 1Р            | -     | -             | 1/4           | 3Р            | -     | -             | -             | 0 / 8  | 5-8            |
| Открытый чемпионат США       | -     | 1Р    | 1/2   | -             | -             | -             | 1/2   | 2Р            | 1/2           | -             | -     | 2Р            | -             | 0 / 6  | 14-5           |
| Итог                         | 0 / 2 | 0 / 4 | 0 / 3 | 0 / 1         | 0 / 1         | 0 / 1         | 0 / 1 | 0 / 3         | 0 / 4         | 0 / 2         | 0 / 0 | 0 / 1         | 0 / 1         | 0 / 25 |                |
| В/П в сезоне                 | 0-2   | 3-4   | 6-3   | 0-1           | 0-1           | 0-1           | 4-1   | 6-2           | 8-4           | 4-2           | 0-0   | 1-2           | 2-1           |        | 34-24          |
| Олимпийские игры             |       |       |       |               |               |               |       |               |               |               |       |               |               |        |                |
| Летняя олимпиада             | НП    | НП    | 1Р    | Не проводился | Не проводился | Не проводился | 2Р    | Не проводился | Не проводился | Не проводился | -     | Не проводился | Не проводился | 0 / 2  | 1-2            |

| Турнир                       | 2009  | 2010  | Итог  | В/П за карьеру |
| ---------------------------- | ----- | ----- | ----- | -------------- |
| Турниры Большого шлема       |       |       |       |                |
| Открытый чемпионат Австралии | 1/2   | -     | 0 / 1 | 3-1            |
| Уимблдонский турнир          | -     | 1Р    | 0 / 1 | 0-1            |
| Итог                         | 0 / 1 | 0 / 1 | 0 / 2 |                |
| В/П в сезоне                 | 3-1   | 0-1   |       | 3-2            |